# 国広和毅
国広 和毅（くにひろ かずき、1978年2月24日 - ）は、日本の作曲家。神奈川県横浜市出身。血液型O型。
母は社会学者の国広陽子。早稲田大学第一文学部（東洋哲学専修）中退。
ミクスチャーバンド「ダた」、パンクバンド「Aujourd’hui il fait beau」主宰。現代民謡ユニット「Ryuz」、劇団「Théâtre MUIBO」メンバー。舞台作品の音楽監督を多数務める。
日本国内のほか、ロシア、ウクライナ、リトアニア、トルクメニスタン、アゼルバイジャン、ウズベキスタン、グルジア、トルコ、エジプト、ハンガリー、タイ、フィリピン、マレーシア、シンガポール、インド、韓国、香港などで公演。
2019年、文を担当した絵本「ちきゅうがわれた！」（絵 : 田島征三）が出版された。
2022年、第29回読売演劇大賞優秀スタッフ賞受賞。

## 参加団体
- ダた（河崎純、小林武文、斎藤丈二、国広和毅）
- Aujourd’ hui il fait beau-オジュデュイイルフェボウ（今井次郎、河崎純、国広和毅）
- Ryuz（木津茂理、山中信人、国広和毅）
- khkhs
- Théâtre MUIBO（田中麻衣子、李千鶴、谷村実紀）
- 時々自動（代表:朝比奈尚行）

## 主な作品

### 舞台
- みんな鳥になって 世田谷パブリックシアター（2025、上村聡史演出）音楽
- 星の降る時 パルコ劇場（2025、栗山民也演出）音楽
- おどる夫婦 ミラノ座（2025、蓬莱竜太作/演出）音楽
- グッバイ、レーニン！ パルコ劇場（2025、上村聡史演出）音楽
- フロイス-その死、書き残さず- 紀伊國屋サザンシアター（2025、こまつ座 栗山民也演出）音楽
- 血の婚礼 IMM THEATER（2024、栗山民也演出）音楽
- 白衛軍 新国立劇場中劇場（2024、上村聡史演出）音楽
- 太鼓叩いて笛吹いて 紀伊國屋サザンシアター（2024、こまつ座 栗山民也演出）音楽監督
- セツアンの善人 世田谷パブリックシアター（2024、白井晃演出）音楽監督/訳詞
- 母と暮せば 紀伊國屋サザンシアター（2024、こまつ座 栗山民也演出）音楽
- 風が吹くとき 新国立劇場小劇場（2024、田中麻衣子演出）音楽
- 点と線 神奈川県立青少年センター紅葉坂ホール（2024、小野寺修二演出）音楽
- おきなわ 那覇文化芸術劇場なはーと小ホール（2024、五戸真理枝演出）音楽/演奏
- ふくすけ2024-歌舞伎町黙示録- ミラノ座（2024、松尾スズキ作/演出）音楽
- オーランド パルコ劇場（2024、栗山民也演出）音楽
- アラビアンナイト 文学座アトリエ（2024、五戸真理枝演出）音楽
- Crimes of the heart 浅草九劇（2024、板垣恭一演出）音楽/演奏
- ロスメルスホルム 新国立劇場小劇場（2023、栗山民也演出）音楽
- 君は即ち春を吸ひこんだのだ 新国立劇場小劇場（2023、田中麻衣子演出）音楽
- ローズのジレンマ [紀伊国屋サザンシアター]（2023、田中麻衣子演出）音楽
- ロミオとジュリエット [大手町よみうりホール]（2023、井上尊晶演出）音楽
- ある馬の物語 世田谷パブリックシアター（2023、白井晃演出）訳詞/音楽監督
- 星の王子様 [武蔵浦和コミュニティセンター]（2023、鵜山仁演出）音楽
- Sakespeare's R&J 東京芸術劇場シアターウエスト（2023、田中麻衣子演出）音楽
- エンジェルスインアメリカ 新国立劇場小劇場（2023、上村聡史演出）音楽
- 人間ども集まれ 浅草九劇（2023、万理紗演出）音楽
- きらめく星座 紀伊国屋サザンシアター（2023、こまつ座 栗山民也演出）音楽監督
- ライカムで待っとく KAAT中スタジオ（2022、田中麻衣子演出）音楽
- 夏の砂の上 世田谷パブリックシアター（2022、栗山民也演出）音楽
- 燃ゆる暗闇にて 新国立劇場小劇場（2022、田中麻衣子演出）音楽
- A NUMBER 紀伊國屋サザンシアター（2022、上村聡史演出）音楽
- 凍える パルコ劇場（2022、栗山民也演出）音楽
- 毛皮のヴィーナス シアタートラム（2022、五戸真理枝演出）音楽
- 頭痛肩こり樋口一葉 紀伊國屋サザンシアター（2022、こまつ座 栗山民也演出）音楽監督
- 貴婦人の来訪 新国立劇場小劇場（2022、五戸真理枝演出）音楽
- 広島ジャンゴ2022 シアターコクーン（2022、蓬莱竜太演出）音楽
- 貧乏物語 紀伊國屋サザンシアター（2022、栗山民也演出）音楽
- 彼女たちの断片 渋谷伝承ホール（2022、小森明子演出）音楽
- リーディング『ハムレット』より 世田谷パブリックシアター（2022、野村萬斎演出）音楽/演奏
- HANA-1970、コザが燃えた日- [東京芸術劇場プレイハウス]（2022、栗山民也演出）音楽
- ガラスの動物園 シアタークリエ（2021、上村聡史演出）音楽
- 彼女を笑う人がいても 世田谷パブリックシアター（2021、栗山民也演出）音楽
- 愛する時 死する時 シアタートラム（2021、小山ゆうな演出）音楽/演奏
- ザ・ドクター パルコ劇場（2021、栗山民也演出）音楽
- 七本の色鉛筆 新国立劇場小劇場（2021、田中麻衣子演出）音楽/歌唱指導
- 雨 世田谷パブリックシアター（2021、こまつ座 栗山民也演出）音楽監督
- パレードを待ちながら 紀伊國屋サザンシアター（2021、田中麻衣子演出）音楽/作詞
- タージマハルの衛兵 シアタークリーン（2021、三木元太演出）音楽
- 森 フォレ 世田谷パブリックシアター（2021、上村聡史演出）音楽
- 母と暮せば 紀伊國屋ホール（2021、こまつ座 栗山民也演出）音楽
- 東京ゴッドファーザーズ 新国立劇場小劇場（2021、藤田俊太郎演出）編曲
- 斬られの仙太 新国立劇場小劇場（2021、上村聡史演出）音楽
- サイドウェイ 東京芸術劇場シアターイースト（2021、古川貴義演出）音楽
- 日本人のへそ 紀伊國屋サザンシアター（2021、栗山民也演出）音楽監督/作曲
- ウィーンの森の物語 東京芸術劇場シアターウエスト（2021、公家義徳演出）音楽
- 地熱 紀伊國屋サザンシアター（2021、田中麻衣子演出）音楽
- ローズのジレンマ シアタークリエ（2021、小山ゆうな演出）編曲/訳詞
- Oslo 新国立劇場中劇場（2021、上村聡史演出）音楽
- ゲルニカ パルコ劇場（2020、栗山民也演出）音楽
- オズマ隊長 新国立劇場小劇場（2020、田中麻衣子演出）音楽/歌唱指導
- 殺意 ストリップショウ シアタートラム（2020、栗山民也演出）音楽
- 揺れる d-倉庫（2020、公家義徳演出）音楽
- きらめく星座 紀伊国屋サザンシアター（2020、こまつ座 栗山民也演出）音楽監督
- 少女仮面 シアタートラム（2020、杉原邦生演出）音楽
- モンスターと時計 まつもと市民芸術館（2019、森新太郎演出）編曲/音楽監督/歌唱指導
- 渦が森団地の眠れない子たち 新国立劇場中劇場（2019、SKY presents 蓬莱竜太作/演出）音楽
- どん底  新国立劇場小劇場（2019、五戸真理枝演出）作曲/音楽監修
- 人形の家 part2 紀伊国屋サザンシアター（2019、パルコプロデュース 栗山民也演出）音楽
- 怪物/The Monster 新国立劇場小劇場（2019、田中麻衣子演出）音楽/歌唱指導
- イザ ぼくの運命のひと / PICTURES OF YOUR TRUE LOVE シアタートラム（2019、小山ゆうな演出）音楽/演奏
- アニマの海 俳優座劇場（2019、文化座 栗山民也演出）音楽
- オレステイア 新国立劇場中劇場（2019、上村聡史演出）音楽監修
- 母と惑星について、および自転する女たちの記録 紀伊国屋ホール（2019、パルコプロデュース 栗山民也演出）音楽
- クラカチット ブレヒトの芝居小屋（2019、小森明子演出）音楽
- どうぶつ会議 新国立劇場小劇場（2019、こまつ座 田中麻衣子演出）音楽/演奏/歌唱指導
- イザ ぼくの運命のひと / PICTURES OF YOUR TRUE LOVE シアタートラム（2018、小山ゆうな演出）音楽/演奏
- The Silver Tassie 銀杯 世田谷パブリックシアター（2018、森新太郎演出）音楽/歌唱指導
- 三人姉妹 アルテリオ小劇場（2018、五戸真理枝演出）音楽
- トミイのスカートからミシンがとびだした話 新国立劇場小劇場（2018、田中麻衣子演出）音楽/歌唱指導
- 母と暮せば 紀伊國屋ホール（2018、こまつ座 栗山民也演出）音楽
- チルドレン 世田谷パブリックシアター（2018、パルコプロデュース 栗山民也演出）音楽
- ヘッダ・ガブラー シアターコクーン（2018、シスカンパニー 栗山民也演出）音楽
- ビーダーマンと放火犯たち ブレヒトの芝居小屋（2018、小森明子演出）音楽/歌唱指導
- 岸 リトラル シアタートラム（2018、上村聡史演出）音楽
- シャンハイムーン 世田谷パブリックシアター（2018、こまつ座 栗山民也演出）音楽
- Sakespeare's R&J シアタートラム（2018、田中麻衣子演出）音楽
- アンチゴーヌ 新国立劇場小劇場（2018、パルコプロデュース 栗山民也演出）音楽
- ペール・ギュント 世田谷パブリックシアター（2017、ヤン・ジョンウン演出）音楽/出演
- きらめく星座 紀伊国屋サザンシアター（2017、こまつ座 栗山民也演出）音楽監督
- 岸 リトラル シアタートラム（2017、上村聡史演出）音楽/演奏
- 泥棒たち ブレヒトの芝居小屋（2017、公家義徳演出）音楽
- 中橋公館 紀伊国屋ホール（2017、文学座 上村聡史演出）音楽/歌唱指導
- ゴッゴローリ伝説 トランスミッション（2017）構成/演出/音楽/出演
- 夢幻恋双紙 TBS赤坂ACTシアター（2017、松竹 蓬莱竜太作/演出）音楽
- 炎 アンサンディ シアタートラム（2017、上村聡史演出）音楽/歌唱指導
- リリオム エコー劇場（2017、田中麻衣子演出）音楽/歌唱指導
- ロミオとジュリエット 新国立劇場小劇場（2016、田中麻衣子演出）音楽/歌唱指導
- 星回帰線 東京芸術劇場シアターウエスト（2016、パルコプロデュース 蓬莱竜太作/演出）音楽
- 頭痛肩こり樋口一葉 シアタークリエ（2016、東宝 こまつ座 栗山民也演出）音楽監督
- 母と惑星について、および自転する女たちの記録 パルコ劇場（2016、パルコプロデュース 栗山民也演出）音楽
- わたしの物語 トランスミッション（2016、MUIBO 田中麻衣子演出）音楽/演奏
- アルカディア シアターコクーン（2016、シスカンパニー 栗山民也演出）音楽
- 血の婚礼 新国立劇場小劇場（2015、田中麻衣子演出）音楽/歌唱指導
- 教科書から消された戦争 練馬区生涯学習センター（2015、東京芸術座）音楽/演奏
- 國語元年 紀伊国屋サザンシアター（2015、こまつ座 栗山民也演出）音楽監督
- 胎内 前進進牛棚劇場（2015、田中麻衣子演出）音楽
- K≠K(KとKは同じでないこともある) スターパインズカフェ（2015、時々自動）演出/音楽監督/出演
- 藪原検校 世田谷パブリックシアター（2015、こまつ座 栗山民也演出）音楽監督
- 森の踊り、森の音楽 インド大使館ホール（2014）作/演出/音楽/演奏
- fffffffffffffffffffffff-生まれて初めて出すフォルテ せんがわ劇場（2014、時々自動）作/演出/出演
- 9階の42号室 新国立劇場小劇場（2013、栗山民也演出）音楽
- Momotaro 森下スタジオ（2013、khkhs）音楽/出演
- 夕陽の昇る時 立教大学（2013、MUIBO 田中麻衣子演出）音楽/出演
- 木の神の見た夢 インド大使館ホール（2013）作/演出/音楽/出演
- 秘密もうろ覚え（2013、モモンガコンプレックス 白神ももこ演出）楽曲提供
- ベラベラ☆ムイボ SARAVAH東京（2012、MUIBO 田中麻衣子演出）音楽/演奏
- JATAKA-空飛ぶ象 インド大使館ホール（2012、MUIBO 田中麻衣子演出）音楽/演奏
- ハーメルンの死の舞踏 新国立劇場小劇場（2012、田中麻衣子演出）音楽/歌唱指導
- Le Nez スペースエッジ（2012、MUIBO 田中麻衣子演出）音楽/演奏
- イドメネウス ドイツ文化センター（2011、田中麻衣子演出）音楽/演奏
- 氷の下 ドイツ文化センター（2011、田中麻衣子演出）音楽
- Sound Migration トルコ エジプト ハンガリー 東京 巡演（2011、トルコ・日本共同音楽作品）音楽監督/作曲/演奏
- JATAKA～森編 インド大使館ホール（2010、MUIBO 田中麻衣子演出）音楽
- 海と日傘 シアターイワト（2010、田中麻衣子演出）音楽
- JATAKA シアタールデコ（2010、MUIBO 田中麻衣子演出）音楽/演奏/出演
- 愛しき愛しき平成の女たち 楽園（2010、田坂幸子演出）音楽
- 研Q きらり富士見（2010、モモンガコンプレックス×Aujourd’ hui il fait beau特別企画）音楽/演奏/出演
- 血は立ったまま眠っている シアターコクーン（2010、蜷川幸雄演出）演奏（録音）
- 佐倉義民伝 シアターコクーン（2010、平成中村座 串田和美演出）作曲/演奏
- パフューム シアターグリーン（2009、MUIBO 田中麻衣子演出）音楽/演奏
- 真田風雲録 彩の国さいたま芸術劇場 （2010、蜷川幸雄演出）演奏
- 演じる女たち シアターコクーン（2007、インド・イラン・ウズベキスタン・日本共同作品）作曲/演奏/出演
- 幽霊はここにいる 松本市民芸術館 琵琶湖ホール 富山オーバードホール（2006、串田和美演出）演奏/出演
- music no music シアタートラム（2005、時々自動 朝比奈尚行演出）作曲/演奏/出演
- 空想万年サーカス団 新橋演舞場（2004、串田和美演出）作曲/演奏
- dance no dance 旧港区立三河中学校体育館（2003、時々自動 朝比奈尚行演出）作曲/演奏
- 言葉は風にのって 多摩市民館大ホール（2002、チューインガム歌激弾 大岡淳演出）音楽/歌唱指導
- Lightology シアタートラム（2002、時々自動 朝比奈尚行演出）編曲/演奏/出演
- 責めありや？責めなきや？ 東京文化会館小ホール（2002、大岡淳演出）主演
- 放課後の国のアリス 多摩市民館大ホール（2001、チューインガム歌激弾 大岡淳演出）音楽/歌唱指導
- ゾロゾロソロズ キッドアイラックホール（2000、ダた）作/演出/音楽/出演
- R.A.1～3 セッションハウス（2000、時々自動 朝比奈尚行演出）編曲/演奏/出演
- フィッシャーの受難 OFFOFFシアター（2000、SPRO 佐藤弦演出）音楽
- 時々自動的思考 シアタートラム（1999、時々自動 朝比奈尚行演出）作曲/演奏/出演
- ダたの山椒大夫 パンプルムス（1999、ダた）音楽/出演
- 幽霊はここにいる 新国立劇場中劇場（1998、串田和美演出）演奏/出演
- ダたの世界 PlanB（1997、ダた）音楽/出演

### CDなど
- 絵本 「ちきゅうがわれた!」 （2019年、ひだまり舎）作
- 今井次郎 「Poi-Poi」（2006年、TIKO-DIKO）プロデュース
- YASKI 「目がさめぬうちに」 （2004、vivid sound co.）プロデュース

### ドラマなど
- しがらみ紋次郎（2021）
- プチプチアニメ 白い本（2007〜、NHK教育）
- 逆回りのお散歩（2013、NHKラジオFM）
- ブループリントの岬（2012、NHKラジオFM）
- 父と息子の男旅（2012、日本テレビ）
- 772条の家族（2007、NHKラジオFM）
- ドイツ語会話 OP/ED（2004、NHK教育）
- オーリー風になる朝（2000、NHK総合）

### 映画
- 道しるべ（2015、幻野プロダクション）
- 紅蜘蛛女（2006、アートポート）